# جاستین (کنسول بیزانسی ۵۴۰)
فلاویوس مارس پتروس تئودوروس والنتینوس روستیسیوس بورایدس آلمانوس یوستینوس ،  به سادگی و معمولاً به عنوان جاستین ( لاتین: Iustinus   ، یونانی: Ἰουστίνος  ; ح. 525–566 )، یک اشراف‌زاده و ژنرال رومی شرقی ( بیزانسی ) بود. یکی از اعضای سلسله ژوستینیان و برادرزاده امپراتور ژوستینیان اول (حک. ۵۲۷–۵۶۵)، او به عنوان یکی از آخرین کنسول های روم در سال ۵۴۰ منصوب شد، قبل از اینکه فرماندهی نظامی ارشد را در بالکان و در لازستان به عهده بگیرد. او علیه اسلاوها ، ایرانیان جنگید و بر اولین تماس‌های امپراتوری بیزانس با آوارها نظارت داشت. در زمان مرگ ژوستینیان، او به عنوان جانشین احتمالی دیده می شد، اما توسط پسر عموی خود، جاستین دوم ( حک. ۵۶۵–۵۷۸ ) که او را به مصر تبعید کرد و در آنجا به قتل رسید.

## زندگینامه
جاستین در حدود سال ۵۲۵ به دنیا آمد، پسر ارشد ژرمانوس و همسرش پاسارا. ژرمانوس پسر عموی امپراتور بیزانس، ژوستینیانوس اول ( حک. ۵۲۷–۵۶۵ ) و بنابراین عضوی از سلسله ژوستینیان و پسر عموی جانشین ژوستینیان، امپراتور ژوستین دوم ( حک. ۵۶۵–۵۷۸ ).  در سال ۵۴۰ در سن بسیار جوانی به عنوان کنسول عادی منصوب شد. او در کتاب کنسولی خود بی ریش نشان داده شده است و هنوز هم پروکوپیوس 9 سال بعد از او به عنوان یک "مرد جوان" یاد می کند. در این مرحله، او قبلاً عنوان ویر ایلوستریس و دفتر افتخاری کومدوموروم را داشت. در همان سال با پدرش به شرق علیه ایرانیان همراه شد، اما هیچ اقدامی ندید.  در سال ۵۴۹، او در افشای نقشه سرنگونی امپراتور ژوستینیان توسط ارتشبد ارمنی آرتابانس و یارانش نقش داشت. توطئه‌گران قصد داشتند امپراتور ژوستینیان و ژنرال مورد علاقه اش بلیزاریوس را ترور کنند و ژرمنوس را به تاج و تخت بیزانس برسانند. جاستین که از نیات آنها مطلع شد، پدرش را مطلع کرد، و سپس پدرش به مارسلوس ، کنت اگزوبیتورها ، گفت که منجر به دستگیری توطئه گران شد. 

شمال بالکان در اواخر دوران باستان.

در سال ۵۵۰ همراه با برادر کوچکترش ژوستینین ، به پدرشان در لشکرکشی به استروگوت ایتالیا پیوست، اما ژرمنوس در پاییز سال ۵۵۰ قبل از اینکه ارتش بالکان را ترک کند، ناگهان درگذشت.   پس از این، ژوستینیانوس و داماد ژرمنوس، جان، ارتش را به سمت سالونا ( شکاف امروزی، کرواسی ) رهبری کرد، جایی که نارسس خواجه فرماندهی را در اواخر سال ۵۵۱ به عهده گرفت.  در اوایل سال ۵۵۱ ژوستین به نیرویی تحت امر خواجه اسکولاستیکوس متصل شد که علیه حمله اسلاوها در شرق بالکان مبارزه کرد. بیزانسی ها در ابتدا در نزدیکی آدریانوپل شکست خوردند اما به پیروزی رسیدند و پس از آن اسلاوها سرزمین های بیزانس را ترک کردند.  در اوایل سال ۵۵۲ جاستین و ژوستینیان در راس یک لشکرکشی دیگر علیه حمله اسلاوها به ایلیریکوم قرار گرفتند، اما نیروهای آنها برای مقابله مستقیم با مهاجمان بسیار کوچک بودند. در عوض، برادران مجبور بودند به آزار و اذیت آنها رضایت دهند. اندکی پس از آن، به آنها دستور داده شد تا به همراه آراتیوس ، سوارتواس و آمالافریداس به لمباردها در برابر ژپیدها کمک کنند، اما بیزانسی‌ها به دلیل نیاز به سرکوب درگیری‌های مذهبی در شهر اولپیانا از پیشروی بیش از حد به شمال بازداشتند.  

نقشه لازستان

در سال ۵۵۴ که اکنون در امور نظامی تجربه داشت، جاستین به شرق به لازیکا فرستاده شد تا به نیروهای بیزانسی تحت فرمان بساس، بوزس و مارتین بپیوندد . اولین برخورد او با ایرانیان ناموفق بود. همراه با بساس، جاستین و نیروهایش در دشت چیتروپولیا، در نزدیکی قلعه مهم استراتژیک تلفیس، که توسط مارتین نگهداری می شد، اردو زدند. با این حال، ژنرال ایرانی، مهر میهرو، موفق شد مارتین را از تلفیس بیرون کند. مارتین عقب نشینی کرد تا به دو ژنرال دیگر در کیتروپولیا بپیوندد، اما در آنجا دوباره ارتش بیزانس، که برای گرفتن موضع بسیار کند بود، مجبور شد با بی نظمی در برابر پیشروی ایرانیان فرار کند و در امتداد رودخانه فازیس به سمت جزیره مستحکم نسوس عقب نشینی کند (Νήσος, یونانی برای "جزیره").  پس از این ناکامی، بساس از فرماندهی عالی به‌عنوان سرلشکر نظامی برای هر ارمنی برکنار شد و مارتین جانشین او شد و جاستین به عنوان دومین فرمانده او جانشین او شد. جاستین از قصد مارتین برای ترور متحد آنها، پادشاه لازیک گوبازس دوم ، بی اطلاع بود. وقتی از این عمل مطلع شد، شوکه شد، اما مارتین را سرزنش نکرد زیرا - به اشتباه - معتقد بود که قتل به دستور امپراتور ژوستینیان انجام شده است. 
سپس بیزانسی ها به قلعه ایرانی اونوگوریس حمله کردند، اما با ورود سریع و غیرمنتظره نیروهای امدادی ایرانی تحت ناچوراگان مجبور به ترک آن شدند. در بهار ۵۵۶ جاستین با بقیه نیروهای بیزانسی در نسوس بود، زمانی که ناخوراگان به غرب لازیکا حمله کرد و شهر فازیس را ساخت . بیزانسی‌ها با عجله به سمت شهر حرکت کردند و توانستند قبل از ارتش ایران به آن برسند و سپس طی یک محاصره طولانی با موفقیت از آن دفاع کردند.  به دنبال این موفقیت، در اوایل سال ۵۵۶ جاستین به نسوس بازگشت تا به همراه بوزس از آن محافظت کند، در حالی که بقیه ارتش علیه میسیمیان ها، قبیله ای که اخیراً با ایرانیان متحد شده بود و سوتریخوس ژنرال بیزانسی را کشتند، لشکر کشید. تنها فعالیت جاستین در این مدت اعزام یکی از افسران خود به نام المینزور برای تصرف رودوپلیس (وارتسیخه امروزی) با ۲۰۰۰ سواره نظام بود.  در سال بعد، یک آتش بس عمومی توافق شد که در سال ۵۶۲ به یک معاهده صلح نهایی شد. 
بلافاصله پس از آن، تحقیقات امپراتوری در مورد قتل گوبازز، مقصر بودن مارتین را آشکار کرد. موفقیت های نظامی او جان او را در امان گذاشت، اما به قیمت فرماندهی او تمام شد. جاستین در بهار ۵۵۷ به عنوان مجیستر میلیتوم  او شد. در همین مقام بود که در اواخر سال ۵۵۷ جاستین اولین سفارت آوار در امپراتوری بیزانس را دریافت کرد. آوارها که قبل از ظهور گوکترک ها از سرزمین های اجدادی خود در آسیای مرکزی گریخته بودند، از امپراتوری حمایت و زمینی برای سکونت خواستند. جاستین آنها را به قسطنطنیه فرستاد و در دسامبر به آنجا رسیدند. آوارها که توسط ژوستینیانوس از امپراتوری دور شدند و به سمت دشت های اوکراین رفتند، دشمن پس از دشمن را شکست دادند و سرانجام در سال ۵۶۱/۵۶۲ به کرانه شمال شرقی دانوب رسیدند.  در آنجا دوباره با جاستین روبرو شدند، که به تازگی به فرماندهی کواستورا اگزرسیتوس که آهک‌های دانوبی زیرین ( لیمس موسیائی ) را می‌پوشاند، منتقل شده بود. در این زمان، آوارها خواستار استقرار در قلمرو امپراتوری بیزانس در سکایی صغیر شدند، که دفاع آن در حمله اخیر کوتریگور به رهبری زابرگان ویران شده بود. در اینجا، جاستین با آگاهی از نیات آوارها و هشدار به جاستینیان، نقش مهمی ایفا کرد و شهرت زیادی به دست آورد. در نتیجه، سفارت آوار در قسطنطنیه بازداشت شد، در حالی که دفاع بیزانس ترتیب داده شد. با ادامه نظارت جاستین بر رودخانه دانوب، آوارها به یارانه سالانه بیزانس پرداختند و امپراتوری را برای چند سال آینده در آرامش ترک کردند. 